# Тюняев, Андрей Александрович
Андре́й Алекса́ндрович Тюня́ев (род. 11 февраля 1966 года, Тула, СССР) — российский писатель, поэт, журналист и видеоблогер. До декабря 2018 года занимал должность главного редактора в «Общественно-политической газете „Президент“».
Создатель «организмики» — «новой фундаментальной науки». Публикует статьи антисемитской направленности, известен борьбой с «сионистским фашизмом». Сторонник подлинности «Велесовой книги». Деятельность Тюняева критикуется как псевдонаучная; автор псевдонаучных работ на тему антропогенеза.
Президент созданной им самим некоммерческой организации «Академии фундаментальных наук „Организмика“». Действительный член Российской академии естественных наук. Ведёт канал на Youtube (357 тысяч подписчиков на 1 сентября 2023 года и около 1300 видеозаписей на конец 2021 года).

## Биография
Родился 11 февраля 1966 года в Туле.
Выпускник кафедры «Ракетные двигатели» Тульского политехнического института. С 1993 года живёт в Москве.
Член Ассоциации ветеранов и сотрудников служб безопасности.

## Литературная деятельность
Начало своего поэтического творчества датирует 1982 годом, когда написал цикл песен (стихи и музыка) для школьного ансамбля.
Автор более пятидесяти книг для детей дошкольного возраста. Один из авторов «Самой большой в мире книги для малышей» в соавторстве с Сергеем Еремеевым, Сергеем Михалковым и Владимиром Степановым (Москва, 2004). Публикуется в периодике для детей и взрослых: журнал «Спокойной ночи, малыши!», «Детская газета» и др. Автор поэмы «Весна 45-го», посвящённой памяти своих земляков, участников Великой Отечественной войны.
Член Союза писателей России и Союза журналистов России. Постоянно входит в список «Звёзды ярмарки», «Лица ярмарки» на Московских международных книжных выставках-ярмарках и на выставках «Книги России». Участник программы[какой?] «Эхо Москвы».

## Идеи
Тюняев является основоположником «Организмики», которую называет «новой фундаментальной наукой». По этой тематике опубликовал две книги «Организмика — новая фундаментальная наука. Начала» (2003) и «Организмика — фундаментальная основа всех наук. Том I» (2004).
Публиковался в «Вестнике Ленинградского государственного университета имени А. С. Пушкина, серия Филология», Тульского государственного университета, Тульского государственного педагогического университета имени Л. Н. Толстого; в журналах — «Organizmica», «Вестник новых медицинских технологий» (издаются самим Тюняевым), «Естественные и технические науки» (нерецензируемый), «Обозрение прикладной и промышленной математики», «Научная жизнь» (нерецензируемый), «Вестник развития науки и образования» (нерецензируемый), «Научное обозрение» (нерецензируемый), «Наука и религия», «Объединённый научный журнал», «Рукопашный бой» и др.
В 2008 году был аспирантом Московского государственного горного университета (научный руководитель — С. А. Редкозубов), однако диссертацию не защитил.
Участвовал в конференциях Института всеобщей истории РАН, Государственного института русского языка имени А. С. Пушкина.
Главный редактор общенациональной газеты «Пенсионер и общество», трижды вошедшей в «Золотой фонд прессы» (2006 и 2007), главный редактор созданного им международного журнала «Organizmica», член научного совета теоретического и научно-практического журнала «Вестник новых медицинских технологий» (с 2006), бывший научный обозреватель Общественно-политической газеты «Президент», шеф-редактор газеты «Общественное мнение москвичей».
Тюняев ведёт сайт dazzle.ru, который представляет собой расширенную версию газеты «Пенсионер и общество» и регулярно публикует материалы антисемитской направленности. Фамилии евреев в этих публикациях выделяются синим цветом. В разделе «Чужие» поддерживается «Реестр фашистско-сионистских организаций». Там же опубликовано «Обращение русской общественности к Генеральному Прокурору РФ», которое содержит разделы: «Признания сионистов в ритуальных убийствах», «Еврейский геноцид российского населения», «Демократия — это сионистский фашизм». Основное требование обращающихся: «возбудить дело о запрете в нашей стране всех религиозных и национальных еврейских объединений как экстремистских».
Совместно с химиком А. А. Клёсовым, создавшим «ДНК-генеалогию» (квалифицированную учёными как лженаука), Тюняев отвергает теорию африканского происхождения человека. В книге, написанной в соавторстве с Клёсовым, Тюняев помещает центр формирования «европеоидов» на Русской равнине, представляя русских полными автохтонами, начиная с позднего палеолита. «Европеоиды» в книге названы «проторусами», «праславяне» отождествляются с «ариями», утверждается, что натуфийская культура Леванта эпохи раннего голоцена имела «проторусский» характер, существовали «протогорода» неолитической волосовской культуры, где жили предки «русичей», и вся «культура крашеной керамики» от Европы до Китая принадлежала «европеоидному человеку», земледелие в Переднюю Азию было принесено с Русской равнины, шумеры были «носителями проторусского мировоззрения», ранее которых в Месопотамии и в Малой Азии обитали «сино-кавказцы», названные «семито-кавказцами». Говорится, что якобы «с XI тыс. до н. э. до прихода в VII тыс. до н. э. шумеров людей в этих местностях [в Левантеи в Месопотамии] не было», а на Русской равнине в период 27—10 тыс. лет назад наблюдался «расцвет цивилизации будущих русов». В соответствии с идеями расовых теорий межрасовые браки авторы называют «межвидовым скрещиванием», что составляет расистскую концепцию полигенизма). В книге 2011 года Тюняев выдвинул идею о существовании северного предка современного человека — «русантропа», разновидности архантропа, жившего 700—50 тыс. лет назад. «Русантропов», по мнению автора, сменили «русско-равнинные виды палеоантропов», а 50 тыс. лет назад — «палеорусы» (неоантропы).

## Награды
Лауреат Первых премий фонда «Русская культура» за лучшие серии книг для детей дошкольного возраста; Литературной премии имени А. П. Чехова с формулировкой «За успехи в развитии отечественной литературы» с вручением медали (2009); Литературной премии им. М. Ю. Лермонтова (2013); награждён медалью «55 лет Московской городской организации Союза писателей России: 1954—2009» «За верное служение отечественной литературе»; лауреат Национальной литературной премии «Серебряное перо Руси» (2015) за книги «Древнейшая Русь. Сварог и сварожьи внуки», «Русский Китай», «Москва — чертоги Мокоши», «Книга Ра»; обладатель пяти именных и пяти корпоративных знаков отличия «Золотой фонд прессы» (за 2006, 2007 и 2008).

## Критика
Учёный-атомщик и публицист Юлий Андреев считает, что «на унавоженной бедностью почве пышно расцвела лженаука, все эти „торсионные поля“ Акимова, „азиопы“ Фоменко, „организмики“ Тюняева». «Тюняев в своих многотомных „трудах“ несет околесицу, лишь бы заработать деньги и известность, паразитируя на дураках».
Историк А. А. Чубур писал: «следует отметить, что в последнее десятилетие в России наблюдается опасная тенденция массовых лженаучных фальсификаций псевдопатриотической и националистической направленности в области древнейшей истории населения Восточной Европы. Яркие примеры — публикуемые в журнале самодеятельной Академии фундаментальных наук „Organizmica“ работы А. А. Тюняева, не менее одиозны псевдоисторические публикации П. М. Золина, В. А. Чудинова, Ю. Д. Петухова». Он также отметил, что кандидат технических наук и детский писатель А. А. Тюняев избрал себя президентом созданной им самим «Академии фундаментальных наук» и прославился созданием системной лженауки «Организмики» и одноимённого журнала.
Историк Е. В. Пчелов в своём отзыве на фильм М. Н. Задорнова «Рюрик. Потерянная быль» пишет, что «Приписав генетике этническое значение, Задорнов вслед за А. А. Клёсовым (который, к слову сказать, вместе с псевдоучёным А. А. Тюняевым, основоположником „науки“ организмики, издал большую книгу о происхождении человека) уверился в величии славян, откуда только и могли прийти на будущую Русь варяги-русы, то есть русые солевары».
Этнолог В. А. Шнирельман пишет, что книга Клёсова, написанная им в соавторстве с Тюняевым, переполнена нелепостями.
Философ и публицист В. П. Лебедев назвал построения Тюняева «настоящим, беспримесным расизмом».
В мае 2012 года три крупнейших родноверческих объединения России (Круг языческой традиции, «Союз славянских общин славянской родной веры», «Велесов круг») признали теории Тюняева на почве мифологии и фольклористики псевдонаучными и наносящими вред «славянской вере».

## Ответ на критику
В ответ на критику идей Клёсова и Тюняева в газете «Троицкий вариант» 24 представителями научного сообщества Тюняев отправил одному из авторов письмо (выбрав из числа авторов женщину), в котором писал: «Ваш преступный руководитель Соколов [имеется ввиду А. В. Соколов, научный журналист и популяризатор науки] раздул оскорбление на сайте Антропогенез.ру. Я уже отправлял требование принести извинения. Вместо извинений он сколотил из официальных ученых преступную банду». Затем Тюняев упоминает расстрел журналистов во Франции, намекая, что его нельзя критиковать, а иначе что-нибудь может случиться.

## Уголовное преследование
23 апреля 2020 года Генпрокуратура РФ за распространение фейков о коронавирусе потребовала заблокировать на видеохостинге «YouTube» два видеоролика Андрея Тюняева с названиями «Вирус любит мацу? Гибнут лучшие» и «Все больше больных идут на органы». В одном из видеоролике Тюняев утверждает, что коронавирус в действительности является «болезнью Фейгельсона-Якобсона», которой могут быть инфицированы исключительно лица еврейской и армянской национальностей и существование которой скрывается властями от населения. В другом ролике он заявляет, что «под видом борьбы с коронавирусной инфекцией производится массовое изъятие у здоровых людей внутренних органов и их последующая продажа для трансплантации». 22 мая 2020 года Следственный комитет РФ сообщил, что Тюняеву предъявлено обвинение по статье 207.1 Уголовного кодекса РФ (публичное распространение заведомо ложной информации об обстоятельствах, представляющих угрозу жизни и безопасности граждан). В ноябре 2020 года решением Симоновского районного суда Тюняев был признан виновным по статье 207.1 УК РФ и приговорен к штрафу в 400 тысяч рублей. Следствием было установлено, что основным его мотивом было желание увеличить численность аудитории в интернете. По состоянию на ноябрь 2020 года на его канал на YouTube были подписаны уже 306 тысяч человек.
9 марта 2021 года Московский городской суд рассмотрел представление прокуратуры и апелляционную жалобу адвоката на приговор Тюняеву. В апелляционном представлении в Мосгорсуд прокурор Южного административного округа Москвы просил исключить из описательно-мотивировочной части приговора одно из доказательств. Также гособвинение просило признать смягчающим наказание обстоятельством первое привлечение Тюняева к ответственности. Защита в апелляционной жалобе просила отменить приговор и оправдать блогера. Тюняев вины в распространении фейков также не признал. В итоге суд апелляционной инстанции оставил приговор районного суда без изменения.

## Сочинения
книги
1. Власть во власти Власти. — М.: Белые Альвы, 2018, 336 с.
2. Настоящая история. Рептилоиды друзья или враги? — М.: Белые Альвы, 2017.
3. Книга Ра: происхождение букв, цифр и символов. — М.: Белые Альвы. — 2014.
4. Русский Китай: экспорт цивилизации. — М.: Белые Альвы. 2014.
5. Тюняев А. А., Дикусар В. В. Вакуум: концепция, строение, свойства // Отв. ред. чл.-корр. РАН Ю. А. Флёров. — М.: Вычислительный центр им. А. А. Дородницына РАН. — 2013.
6. Москва — чертоги Мокоши. — М.: Белые Альвы. — 2011.
7. Древнейшая Русь. Сварог и сварожьи внуки. — М.: Белые Альвы. 2010.
8. Клёсов А. А., Тюняев А. А. Происхождение человека (по данным археологии, антропологии и ДНК-генеалогии). — М.: Белые Альвы. 2010.
9. Праязык: Опыт реконструкции. (Колл. авт.). — М.: Белые Альвы. Т. 1. 2009.
10. Периодическая система элементарных частиц // Организмика — фундаментальная основа всех наук. Том III, Физика / Под ред. д. ф.-м. н., профессора О. А. Хачатуряна. — М.: Спутник+, 2009.
11. Синдром гомеологическо-хромосомного иммунодефицита // Организмика — фундаментальная основа всех наук. Том III, Медицина / Под ред. д. б. н., профессора О. Д. Дорониной. — М.: Спутник+, 2009.
12. История возникновения мировой цивилизации (системный анализ). — М.: 2006—2009.
13. Эволюционная экономика: инновации, инвестиции, институты, интеллектуальный капитал: Коллективная монография". Под научной редакцией Н. А. Шайденко и М. П. Переверзева. — Тула: Изд-во Тульского государственного педагогического университета им. Л. Н. Толстого, 2008. — 460 С, раздел 1, п. 1.5., с. 104—113.
14. Языки мира (учебное пособие). — М.: Ин, 2007—2008.
15. Организмика — фундаментальная основа всех наук. Том I. — М.: Ин, 2004, 368 с.
16. Организмика — новая фундаментальная наука. Начала. — М.: Ин, 2003, 80 с.
17. Битва за Мировой Престол (Евангелие от Ярилы). Роман. — М.: Белые альвы, 2014. — С. 575: ил. ISBN 978-5-91464-104.
18. Сказки из библиотеки Ивана Грозного. — М.: Белые альвы, 2015. — С. 288: ил. ISBN 978-5-91464-124-9.

для детей
1. «Столицы мира», 2007, 978-5-98034-100-8;
2. «От письма до Интернета», 2007, 5-98034-075-0;
3. «Красная шапочка», 2007, 5-98034-093-9;
4. «Азбука, счёт, цвета, ноты», 2006, 5-98034-098-X;
5. «Домашняя азбука», 2006, 5-98034-089-0;
6. «Автомобильная азбука», 2006, 5-98034-096-3;
7. «Цветочная полянка», 2006, 5-98034-071-8;
8. «Антарктический счёт», 2006, 5-98034-085-8;
9. «Азбука зверей и птиц», 2005, 5-9640-0262-5; 5-9640-0223-4; 2004, 5-96400069-X;
10. «Весёлая геометрия», 2005, 5-98034-046-7;
11. «Всё о воде», 2005, 5-98034-067-Х;
12. «Волшебный полёт», 2005, 5-98034-069-6; 5-98034-022-X;
13. «В парке», 2005, 5-98034-043-2;
14. «Морская считалочка», 2005, 5-98034-073-4;
15. «Мы играем в мяч», 2005, 5-98034-037-8; 5-98034-044-0;
16. «Счёт со зверушками», 2005, 5-98034-061-0;
17. «У кого какой малыш», 2005, 5-98034-054-8;
18. «Фрукты, ягоды, грибы», 2005, 5-98034-036-Х;
19. «Азбука имён», 2004, 5-98034-058-0;
20. «Кто что ест», 2004, 5-98034-053-Х;
21. «Правила движения», 2004, 5-98034-059-9;
22. «Цвета», 2004, 5-98034-051-3;
23. «Цветная геометрия», 2004, 5-98034-066-1;
24. «Азбука конфет», 2003, 5-98034-046-7;
25. «День рождения тигрёнка», 2003, 5-98034-041-6;
26. «День рождения у мышки», 2003, 5-98034-031-9;
27. «Джунгли», 2003, 5-98034-018-1;
28. «Какая бывает вода», 2003, 5-98034-011-4;
29. «Космос», 2003;
30. «Кто в лесу живёт», 2003, 5-98034-026-2;
31. «Кто во что обут», 2003, 5-98034-025-4;
32. «Лесная сказка», 2003, 5-98034-019-Х;
33. «Машины», 2003, 5-98034-049-1;
34. «Морская сказка», 2003, 5-98034-024-6;
35. «Музыкальные инструменты», 2003, 5-98034-009-2; 2002;
36. «Нарисую», 2003, 5-98034-008-4; 2002.
37. «Паровоз и его семья», 2003, 5-98034-048-3;
38. «Пернатые друзья», 2003, 5-98034-012-2;
39. «Учимся говорить», 2003, 5-94582-033-4;
40. «Формула-1», 2003, 5-98034-038-6;
41. «Цветочная полянка», 2003, 5-98034-023-8;
42. «Шоколад», 2003, 5-98034-010-6;
43. «Лягушка», 2002;
44. «Рыбки», 2002;
45. «Жучки-паучки», 2002.

статьи
1. «Горбачёв поддерживает», газета «Тульские известия», 15 августа 2003 г.
2. «Дети не терпят обмана», газета «Тула», 19 сентября 2003 г.
3. "Самые лучшие книги — книги издательства «Ин», газета «Книжное обозрение», 22 декабря 2003 г. — рекламная публикация, оплаченная издательством ИН. В газете была оформлена соответствующим образом (шрифт, верстка и т. п.)
4. «Детская книга — это праздник», газета «Тула», 27 февраля 2004 г.
5. «Наша Таня громко плачет», газета «Московский комсомолец», 15 марта 2004 г. Архивная копия от 18 августа 2004 на Wayback Machine
6. «Мир полон сказками», газета «Тула», 23 апреля 2004 г.
7. «Триумф Тулы на олимпе песен», газета «Тула», 30 апреля 2004 г.
8. «Добрый носорог должен быть розовым», издание Федерального собрания Российской Федерации «Парламентская газета», 9 июня 2004 г.  (недоступная ссылка с 08-11-2013 [4268 дней])
9. «Сергей Михалков доверился издательству, где главным автором является наш земляк Андрей Тюняев», газета «Тула», 2 июля 2004 г.
10. «Книжки для дошколят», газета «Вечерняя Москва», 24 августа 2004 г.
11. «Книга весом в полтонны», газета «Труд», 3 сентября 2004 г.
12. «Тишина на книжном развале. Книжная ярмарка развлекалась рекордами», газета «Московский Комсомолец», 08 сентября 2004 г. Архивная копия от 28 мая 2005 на Wayback Machine
13. «Андрей Тюняев: „Дети — мой полигон“, газета „Молодой коммунар“, 7 октября 2004 г.
14. „Самая большая в мире книга“, Список литературы книжной экспедиции Управления делами Президента Российской Федерации, октябрь 2004 г.
15. „Самая большая книга в мире“, газета „Дела не малые“, октябрь-ноябрь 2004 г.
16. „Планета Тюняева“, газета „Московский комсомолец“ в Туле», 28.10.-4.11.2004 г.
17. "Писатель, академик Андрей Тюняев в эфире радиостанции «Эхо Москвы» в совместном с НТВ проекте «Великая Отечественная», ноябрь 2004 г.
18. «Самое большое — детям», газета «Парламентская газета», 24 ноября 2004 г.
19. «Четыре центнера живого текста», газета «Российская газета», 24 ноября 2004 г.
20. «У русских — самые большие в мире книги!», «dp» London news, декабрь 2004 г.
21. «Человеком года в науке стал Андрей Тюняев, а в детской литературе — Сергей Еремеев», «dp» russian news, январь 2005 г.
22. «Родом из Тулы», газета «Новомосковский металлург», 10 февраля 2005 г.
23. "Фонд «Русская культура» предложил сотрудничество «ПРЕССЕ-2006», журнал «Прессинг», 28 сентября 2005 г.
24. «Книги для ума и сердца», газета «Литературная газета», октябрь 2005 г.
25. «И школьникам, и магистрам наук», газета «Новая газета», 21 ноября 2005 г.
26. «Гигантское книголюбие», журнал «Миллион», Красноярск, ноябрь 2005 г.
27. «Тюняев Андрей Александрович, генеральный директор, Еремеев Сергей Васильевич, главный редактор издательства „ИН“», портал KM.RU, 6 марта 2006 г.
28. «Всемирный день книги — 2006», Международный союз книголюбов, апрель 2006 г. Архивная копия от 27 сентября 2007 на Wayback Machine
29. «Слова, согретые любовью», газета «Молодой коммунар», 8 июня 2006 г.
30. «Мы с вами достойны лучшего», газета «Молодой коммунар», 29 сентября 2006 г.
31. «Мадонна назвала Андрея Тюняева и Сергея Еремеева лучшими поэтами мира», «dp» russian news, сентябрь 2006 г.
32. «Слово может убить, спасти и полки за собой повести», газета «Зеленоград сегодня», 2 октября 2006 г.